# Roman Ruslanowitsch Tugarinow
Roman Ruslanowitsch Tugarinow (russisch Роман Русланович Тугаринов; * 20. Oktober 1999 in Ulan-Ude) ist ein russischer Fußballspieler.

## Karriere

### Verein
Tugarinow spielte ab 2009 in Spanien in der Jugend des FC Barcelona. Zur Saison 2012/13 wechselte er in die Jugend der UE Cornellà. Zur Saison 2017/18 kehrte er nach Barcelona zurück, wo er sich der U-19-Mannschaft anschloss, für die er unter anderem in der UEFA Youth League spielte, die die Katalanen gewannen. Zur Saison 2018/19 wechselte der Verteidiger leihweise zurück nach Cornellà. Für die erste Mannschaft kam er während der Leihe zu 19 Einsätzen in der Segunda División B. Zur Saison 2019/20 kehrte Tugarinow nicht mehr zum FC Barcelona zurück, sondern wechselte zum Stadtrivalen Espanyol Barcelona. Bei Espanyol spielte er zunächst für die zweite Mannschaft in der dritten Liga, ehe er im Juni 2020 erstmals im Kader der Profis des Erstligisten stand. Mit der ersten Mannschaft stieg er allerdings am Ende jener Spielzeit aus der Primera División ab.
Nach insgesamt 27 Drittligaeinsätzen für Espanyol B wurde der Russe zur Saison 2021/22 in die Niederlande an den Zweitligisten Telstar 1963 verliehen. Im November 2021 gab er gegen BV De Graafschap sein Debüt in der Eerste Divisie.

### Nationalmannschaft
Tugarinow spielte 2018 viermal für die russische U-20-Auswahl.